# Рональд Поньйон
Рональд Поньйон (фр. Ronald Pognon; нар. 16 листопада 1982) — французький легкоатлет мартиніканського походження, який спеціалізувався в бігу на короткі дистанції.

## Спортивні досягнення
Бронзовий олімпійський призер з естафетного бігу 4×100 метрів (2012). Учасник олімпійських змагань з бігу на 100 метрів та з естафетного бігу 4×100 метрів на Олімпіаді-2004, а також змагань з бігу на 100 метрів на Олімпіаді-2008, де не вдалось потрапити до фінальних забігів.
Чемпіон світу з естафетного бігу 4×100 метрів (2005). Фіналіст (8-е місце) змагань з естафетного бігу 4×100 метрів на чемпіонаті світу (2009).
Дворазовий фіналіст змагань з бігу на 60 метрів на чемпіонатах світу в приміщенні — 6-е місце у 2006 та 5-е місце у 2010.
Представляв Європу у змаганнях з бігу на 100 метрів на Кубку світу (2006), де посів 5-е місце.
Срібний призер змагань з естафетного бігу 4×100 метрів на чемпіонаті світу серед юніорів (2000).
Дворазовий бронзовий призер змагань з естафетного бігу 4×100 метрів на чемпіонатах Європи (2006, 2012). Фіналіст (4-е місце) змагань з естафетного бігу 4×100 метрів (2002) та з бігу на 100 метрів (2006) на чемпіонатах Європи.
Срібний (2005) та бронзовий (2007) призер змагань з бігу на 60 метрів на чемпіонатах Європи в приміщенні.
Переможець (2005, 2006) та срібний призер (2004) змагань з бігу на 100 метрів на Кубках Європи. Срібний призер змагань з бігу на 200 метрів на Кубку Європи (2006). Срібний (2011) та бронзовий (2005, 2009) призер змагань з естафетного бігу 4×100 метрів на Кубках (Командних чемпіонатах) Європи.
Чемпіон Європи серед молоді з бігу на 100 метрів (2003). Срібний призер з естафетного бігу 4×100 метрів на чемпіонаті Європи серед молоді (2003).
Чемпіон Європи серед юніорів з бігу на 200 метрів (2001). Срібний призер з естафетного бігу 4×100 метрів на чемпіонаті Європи серед юніорів (2001).
Багаторазовий чемпіон та рекордсмен Франції.
Ексрекордсмен Європи в приміщенні з бігу на 60 метрів — 6,45 (2005).